# Hans Peter Hiby

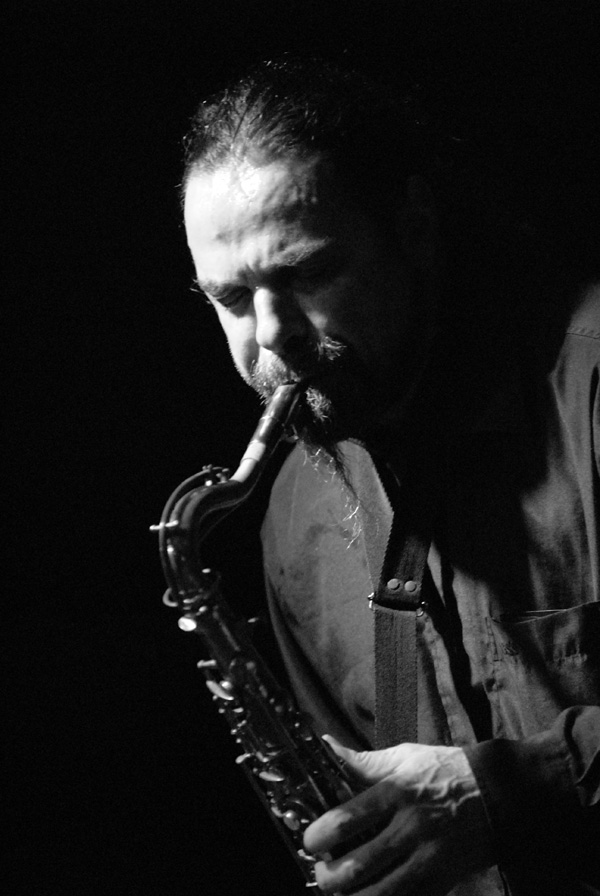
Hans Peter Hiby, 2007

Hans Peter „H.P.“ Hiby (* 1962 in Gevelsberg, Nordrhein-Westfalen) ist ein deutscher Jazz- und Improvisationsmusiker (Tenor- und Altsaxophon, Komposition).

## Leben und Wirken

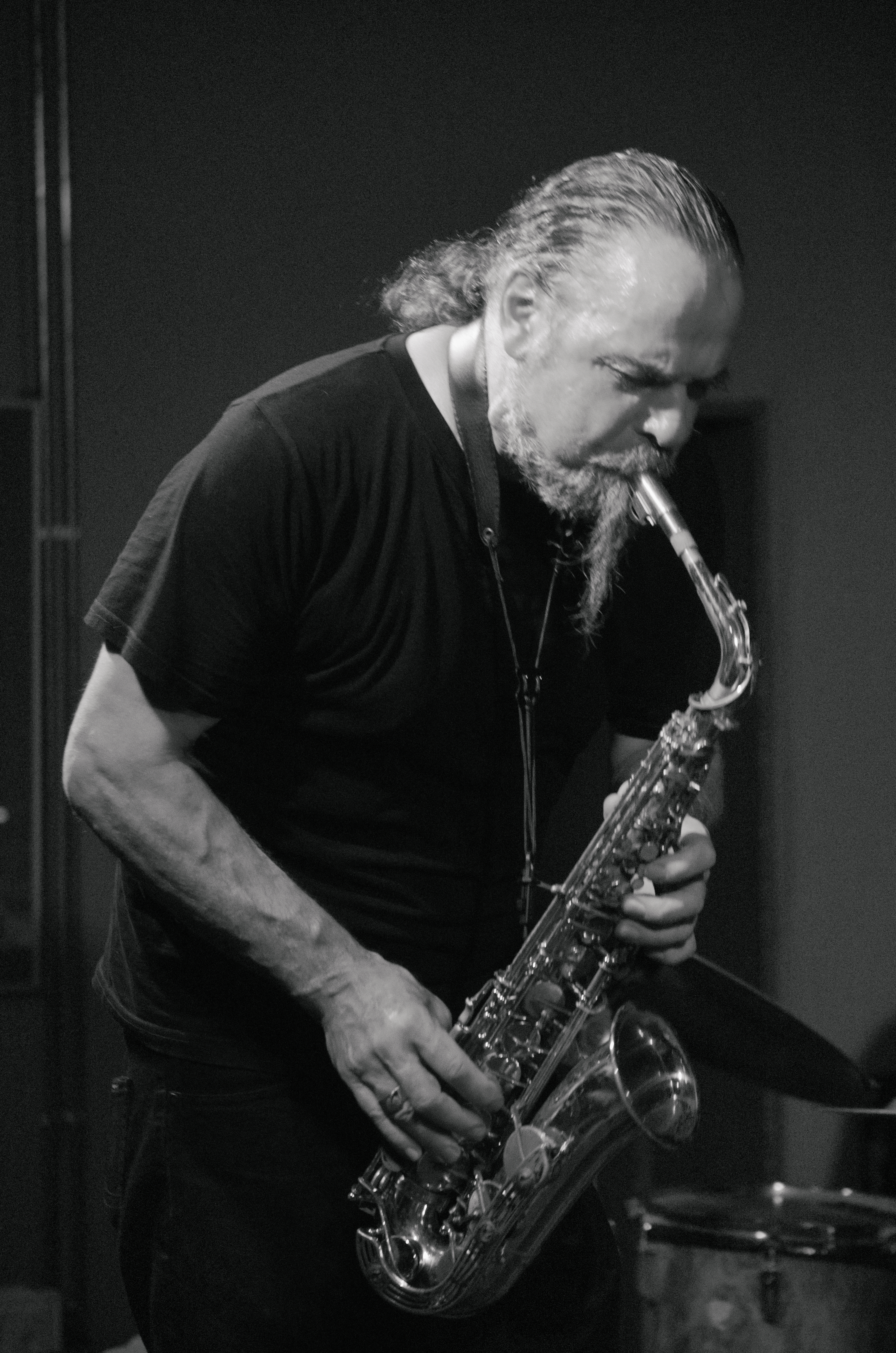
Hans Peter Hiby mit The Circle 5.0 im Club W71, 2023

Hiby, der seit 1967 in Wuppertal lebt, präsentierte 1985 mit Jürgen Grölle und weiteren Mitspielern die Performance Perpetuum Moda. 1986 mietete er mit Grölle, Udo Halstenbach und Dirk Thiele eine leerstehende Fabriketage und lud eine Vielzahl von Künstlern nach Wuppertal zum Festival Postnukleare Aktionstage ein. Seitdem arbeitete er im Bereich des Jazz und Improvisierter Musik u. a. mit Musikern wie Paul Hession, Willi Kellers, Peter Kowald, Alan Silva, Louis Moholo/Sirone, Roberto Bellatalla, Dieter Manderscheid, Marcio Mattos, Paul Rodgers, Johannes Bauer, Paul Rutherford, Alan Tomlinson, Werner Lüdi und Alan Wilkinson.
Nach über zehn Jahren Pause wurde er 2016 Mitglied des deutsch-niederländischen Hiby/Keune/van der Weide/Blume Quartetts mit Stefan Keune, Raoul van der Weide und Martin Blume. Der Diskograf Tom Lord führt Hibys Beteiligung an drei Aufnahmesessions auf.
Mit John Dikeman, Reza Askari, Shōji Hano und Willi Kellers bildet er seit 2022 The Circle 5.0.

## Diskographische Hinweise
- Hans Peter Hiby, Paul Hession: The Real Case (SENTI Records, 1988)
- TTT featuring A. R. Penck + Markus Lüpertz: Konzert in Amsterdam/ / Konzert In Zürich (1989), mit Markus Lüpertz (Piano), Frank Wollny (Gitarre), Heinz Wollny (Bass), A. R. Penck (Schlagzeug)
- Hans Peter Hiby / Johannes Bauer / Marcio Mattos / Martin Blume: Live in Bremen (Aufruhr Records, 1995)
- Hiby-Bardon-Hession Trio: Roots (Not Two Records, 2017)